# Ex Ospedale Civico San Paolo
Il palazzo dell'ex Ospedale civico di San Paolo è un edificio storico di Savona, nel centro storico ottocentesco, tra corso Italia e piazza Giulio II.

## Storia e descrizione
Il nome deriva dalla Compagnia di San Paolo, istituita nel 1513, che si era sempre occupata della cura degli ammalati in città e che gestì l'ospedale per molti anni. Attorno al 1549, a causa della trasformazione urbanistica della città, il ricovero venne trasferito nei pressi del Convento dell'Annunziata, e nel 1647 vi fu aggiunta una nuova ala destinata alle donne.
Il concorso pubblico per la costruzione di un nuovo ospedale fu indetto dal Comune di Savona il 25 novembre 1842. I terreni su cui sarebbe sorto furono acquistati dalla famiglia De Mari. Si trattava di un fondo agricolo alle porte della città medievale, che con il nuovo sviluppo urbano del XIX secolo si venne a trovare in posizione centralissima. Il concorso fu vinto dall'architetto Carlo Sada di Bellagio (1809-1873) il 22 dicembre 1843. I lavori, diretti dall'architetto savonese Giuseppe Cortese, si protrassero per alcuni anni e l'edificio poté essere inaugurato nel 1855.
Agli inizi del XX secolo, l'ospedale iniziò ad essere insufficiente per il crescente numero di abitanti della città. Si iniziò così a pensare ad un ampliamento o ad uno spostamento in diversa collocazione. Tra il 1928 e il 1931 l'edificio fu innalzato costruendo un secondo piano. Il 4 novembre 1935 il Comune donò all'amministrazione dell'ospedale un podere di 11 ettari in località Valloria, dove a partire dal secondo dopoguerra fu iniziata la realizzazione del nuovo ed attuale Ospedale San Paolo che si protrasse sino agli anni ottanta del Novecento. Il vecchio San Paolo fu quindi dismesso e rimase abbandonato per circa 22 anni.
 A partire dal 2012 è iniziata un'opera di recupero che ha portato alla conversione dell'edificio in insediamento commerciale e residenziale.

## Architettura

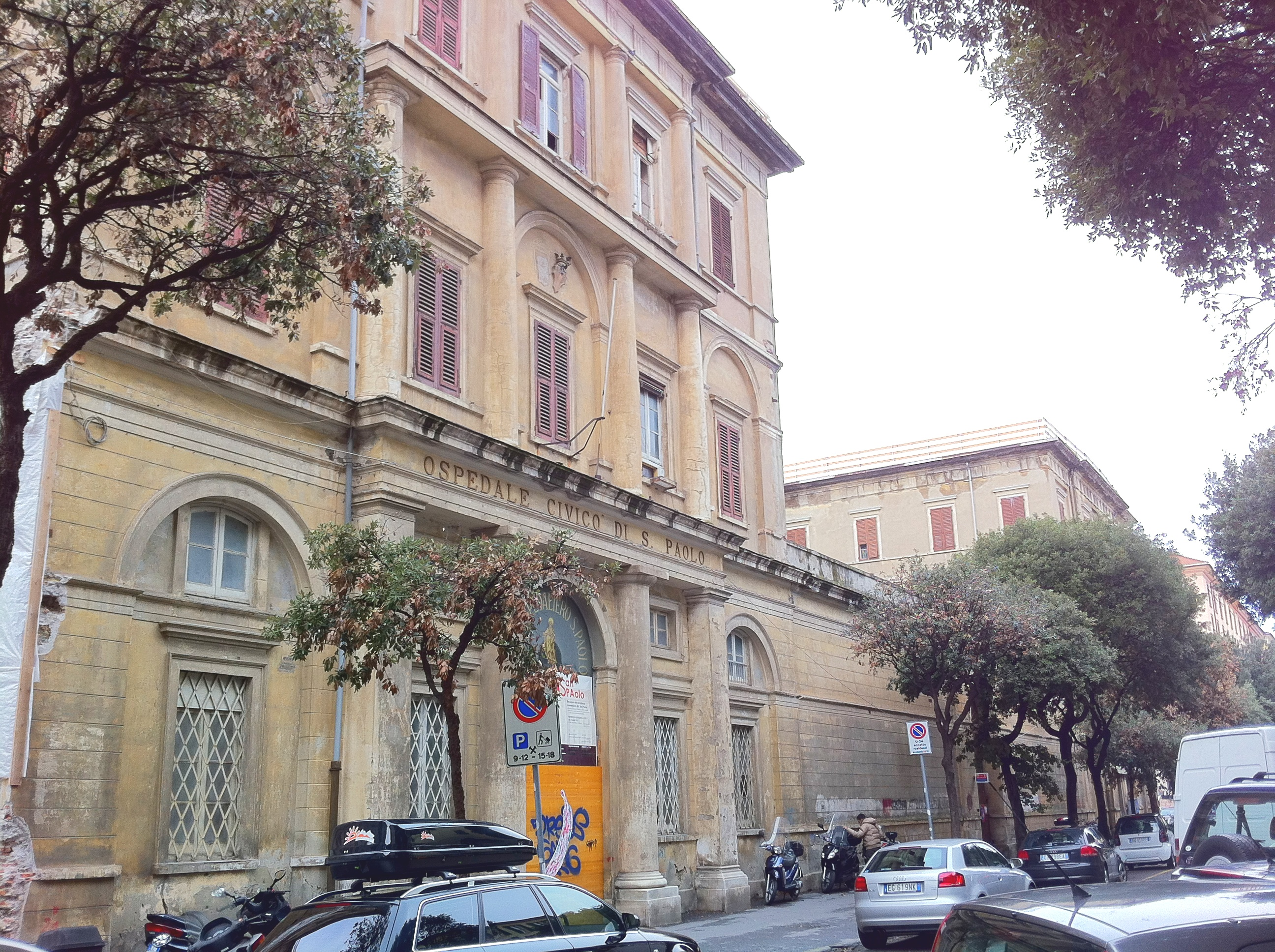
Facciata orientale su corso Italia

L'ex Ospedale Civico è una delle realizzazioni che più erano care al suo ideatore, l'architetto Sada. A causa della presenza di una sorgente e di acquitrini, per le fondamenta si dovette realizzare una palificazione con tronchi di ontano. Questi, cristalizzandosi dentro l'acqua, fornirono un appoggio saldo e sicuro ancora oggi esistente, su cui si andò a costruire l'ospedale.
Progettato con un corpo centrale a due piani su direttrice nord sud, l'edificio è intersecato da altri tre corpi di uguale altezza sulla direttrice perpendicolare est-ovest. Due in testa che fungono da facciate verso nord e verso sud, e uno centrale, in modo da formare sei ali. Le estremità di queste ali sono collegate da corpi più bassi, di un solo piano, nuovamente in direttrice nord sud, che chiudono la struttura su un perimetro esterno rettangolare, creando quattro cortili interni. Tale fisionomia, che permette di avere facciate alte a nord e sud e basse a est e ovest, consente all'edificio di essere riparato dai venti freddi provenienti dal nord o dal caldo estivo proveniente da sud e allo stesso tempo sfruttare al massimo la luminosità del sole da oriente a occidente, soprattutto a beneficio del piano terra centrale e dei cortili interni.
All'interno sono presenti uno scalone monumentale, una cappella privata e diversi busti di benefattori realizzati da Antonio Brilla.